# Губарев, Василий Ильич
Василий Ильич Губарев (22 марта 1916 года, Заржавенская слобода, г. Сапожок, Сапожковский уезд, Рязанская губерния — 30 ноября 1992 года, Ивановское, Тульская область) — советский военнослужащий, участник Великой Отечественной войны. Получил известность как человек, пленивший (совместно с Иваном Егоровичем Сидоровым) 21 мая 1945 года рейхфюрера СС Генриха Гиммлера.

## Молодые годы
Родился 22 марта 1916 года в Жаржавнинской слободе села Фабричное Сапожковского уезда Рязанской губернии в крестьянской семье. Кроме Василия, в семье было еще четверо детей. Образования не получил.
В 1933 году вступил в колхоз. Женился; родилась дочь. Семья Губарева проживала вместе с его отцом и матерью в селе Фабричное.

## В Красной армии
11 ноября 1939 года Василий Губарев был призван в Красную Армию. Служил городе Тульчин (Винницкой области) на границе с Румынией в 363 артиллерийском полку 130 стрелковой дивизии 18 армии. Был ездовым, наводчиком орудия на конной тяге. В июне-июле 1940 года артиллерийский полк, где служил Губарев, участвовал в присоединении части Бессарабии к СССР.
Великую Отечественную войну встретил на границе с Румынией. Артиллерийский полк, где служил Губарев, выполнял функции арьергарда, прикрывая отход частей Красной армии.
8 сентября 1941 года под Херсоном орудийный расчет Губарева был окружен. Расчет мужественно принял бой. Орудие было выведено из строя только после попадания в него авиационной бомбы. Контуженные и раненные бойцы оказались в немецком плену.

## В плену
Всего Василий Губарев прошел через четыре лагеря в городах Днепропетровске, Дрогобыче, Оснабрюке, в деревне Зандбостыле. В лагере № 333 в немецком городе Оснабрюк в Нижней Саксонии Губарев работал в каменоломне. Его личный номер военнопленного — 128—699.
Обратив внимание на поистине богатырское здоровье Губарева, лагерное руководство привлекло его к экспериментам по заморозке. Его раздетого при минусовой температуре привязывали к столбу, обливали холодной водой и фиксировали, как его организм справляется с экстремальными условиями.
Однажды конвоир ударил Губарева прикладом винтовки по плечу, перебив ему плечевую кость. Василий был вынужден работать с перебитой костью в каменоломне. В противном случае ему грозил крематорий. На левом плече у Губарева образовалась костная мозоль величиной с кулак. «Шишка» — так называл ее Василий Ильич.
Только в конце лагерной жизни, как говорил Губарев, «ему повезло» — попал в работники к немцу-антифашисту, который пленных не притеснял.

## Освобождение
4 мая 1945 года над концлагерем ХВ у деревни Зандбостель, где находился в заточении Губарев, пролетела советская авиация. Охрана лагеря разбежалась. Узники самостоятельно вышли из лагеря и пошли в сторону орудийной канонады, но попали на участок фронта, контролируемый англичанами.
Освобожденных узников поместили на сборном пункте 619 в казармах немецкого военно-морского училища в Зеедорфе. Здесь Василий добровольно записался красноармейцем комендантской роты лагеря русских военнопленных. Командиром роты был бывший военнопленный старший лейтенант Шевченко. В напарники по патрульной службе к Губареву попал волжанин из Саратовской области Иван Егорович Сидоров (8.09.1920—5.11.1979).

## Пленение Гиммлера
21 мая 1945 года Губарев и Сидоров дежурили вместе с четырьмя англичанами. Руководил патрулем английский капрал Моррис из 73 Штурмового полка. Задачей патруля была проверка подозрительных лиц в деревне Мейнштадт, в 5-ти километрах северо-восточнее Зевел.
После окончания дежурства в 19.00 англичане в ожидании автомашины, которая должна была прийти в 20.00 и доставить патруль в места расположения их частей, пошли пить кофе. Губарев и Сидоров решили продолжить дежурство.
В 19.45 их внимание привлекли три немца высокого роста в плащах, которые намеревались перейти из одного леса в другой. Губарев и Сидоров незаметно стали их преследовать. Когда до немцев осталось метров двести Губарев крикнул: «Хальт!». Один немец, с черной повязкой на глазу, остановился, а двое других кинулись в лес. Губарев выстрелил и остановил убегающих. Осмотр документов задержанных показал, что они фальшивые, так как на них не оказалось необходимых печатей. Задержанных привели к англичанам.
Немцы стали убеждать, что они простые солдаты, раненные и идут в госпиталь. Англичане готовы уже были их отпустить, но Губарев настоял на аресте задержанных. При повторном обыске у немца с повязкой на глазу были обнаружены несколько ампул. На вопрос «что это?» немец сказал, что это лекарство от желудка, и англичане не стали их изымать. После ночного допроса в камерах караульного помещения в Сидорфе задержанных под усиленным конвоем отправили в Бремераунд.
Три дня после этого события Губарев и Сидоров не были на патрулировании, а при очередном назначении на патрулирование их разыскал английский офицер и переводчик Ковачевич. Переводчик объявил им: «Вы задержали главу германского гестапо и первого помощника Гитлера — Гиммлера». Кроме того, переводчик сообщил, что Гиммлер отравился (в ночь с 23 на 24 мая 1945 года в штабе контрразведки Второй британской армии в Люнебурге плененный Гиммлер совершил самоубийство, раскусив ампулу с цианистым калием).
Приказом N 19 по сборному пункту № 619 «за проявленную бдительность и находчивость при выполнении служебных обязанностей» Губареву и Сидорову объявили благодарность и премировали каждого пакетом Красного Креста.
Вторым параграфом приказа предписывалось: «Начальнику штаба сборного пункта донести рапортом в военную миссию СССР о вышеизложенном, с ходатайством о представлении к Правительственной награде». Однако в телеграмме Уполномоченного СНК СССР по делам репатриации генерал-полковника Голикова на имя начальника Главного управления военной контрразведки СМЕРШ генерал-полковника Абакумова от 14 августа 1945 года предложений о награждении вчерашних военнопленных уже нет.

## Возвращение на Родину
Губарев и Сидоров в июне 1945 года были отправлены в Москву для проверки, в лагерь для репатриированных. В ноябре их снова допросили как свидетелей по факту задержания Гиммлера. Но никаких новых сведений солдаты сообщить не могли, а лишь подтвердили свои прежние показания и после завершения всех проверочных мероприятий были списаны в запас.
В мае 1946 года В. И. Губарев вернулся на родину. Работал милиционером. Зарплата была небольшая, семья жила бедно.
В 1948 году Губарев отправился на заработки в активно строившийся шахтерский город Кимовск. К тому времени в соседнем городе Донском трудился шахтером родной брат Губарева. Работал крепильщиком на шахтах «1-я Гранковская». Дали жилье в бараке в поселке при шахте. Он собирался перевезти на новое место жену с дочкой, но супруга категорически отказалась переезжать, что впоследствии и стало причиной их развода.
В начале 1950-х годов Василий Ильич женился во второй раз. Со второй женой Марией Григорьевной они родили двоих детей:
в 1952 году — сын Владимир (жил в Кимовске, умер в феврале 2015 года),
в 1954 году — дочь Татьяна (в супружестве Колесникова; скончалась в 2007 году).
После отработки шахты «1-я Гранковская» и ее закрытия перешел на кимовскую шахту «1-я Зубовская». Работал на проходке. В шахтерском поселке Ясный построил собственный дом.

## На пенсии
В 1966 году Василий Ильич вышел на пенсию и работал в колхозе «Свободная жизнь» имени И. С. Ефанова, занимался ремонтом колхозных построек. Разводил пчел.
Умер В. И. Губарев 30 ноября 1992 года.
Похоронен на кладбище села Ивановское Кимовского района тульской области.

## Прижизненное признание заслуг
В 1959 году Василию Ильичу вручили медаль «За победу над Германией в Великой Отечественной войне 1941—1945 гг.», а к 40-летию Победы — орден Отечественной войны II степени. Но горькое сожаление о том, что главную награду и славу за задержание Гиммлера у них с Сидоровым просто украли, Губарев испытывал до конца жизни.
При жизни В. И. Губарев и И. Е. Сидоров государственных наград за поимку Гиммлера так и не получили.
Губарев долго никому не рассказывал о том, что когда-то задержал второе лицо гитлеровской Германии.
В середине 1960-х годов, когда по радио прозвучало сообщение англичан об их «героическом» захвате Гиммлера, Василий Ильич не выдержал и рассказал друзьям по работе свою историю. Эти сведения дошли до директора шахты «1-я Зубовская» И. И. Скубилина, который сообщил о них своему московскому знакомому — историку и писателю Сергею Смирнову.
В 1964 году английский журналист Бернард Степлтон в лондонском журнале «Уикенд» опубликовал статью «Последние часы Гиммлера», где, исказив исторические факты, приписал лавры поимки Гиммлера англичанам.
Эта статья была перепечатана воскресным приложением газеты «Известия» — «Неделя». В редакцию посыпались письма, требовавшие опровержения. Редакция подняла архивы, и 27 сентября 1964 года в «Известиях» появилась правдивая статья «Гиммлера поймали наши солдаты».
4 октября 1964 в газете «Красная звезда» был напечатан рассказ Н. Шумахина «Человек, поймавший Гиммлера». В октябре 1964 года саратовская газета «Коммунист» напечатала очерк Д. Пятницкого «Волжанин Иван Сидоров задержал Гиммлера». В 1971 году в Москве вышла в свет книга М. Мерканова «Так это было», где упоминается подвиг советских солдат задержавших военного преступника. В 1974 году в рязанских газетах опубликовали две статьи о Губареве. В 1976 году газета «Заветы Ленина» опубликовала статью М. И. Хомутова «Один из тех, кто поймал Гиммлера»

## Посмертное признание заслуг
В 2008 году саратовские ветераны и депутаты обратились в Администрацию Президента РФ с ходатайством о посмертном награждении В. И. Губарева и И. Е. Сидорова.
В феврале 2009 года было получено уведомление о том, что материалы на Губарева и Сидорова направлены для дальнейшего рассмотрения в Министерство обороны РФ.
Но до сих пор награды героев не нашли.